# Boletochaete
Boletochaete là một chi nấm thuộc họ Boletaceae.